# Casa delle Canossiane
La casa delle Canossiane è un edificio storico di Milano situato in via Bramante.

## Storia e descrizione
L'edificio venne costruito nella prima metà dell'Ottocento per ospitare la sede milanese dell'istituto delle suore canossiane nel capoluogo lombardo, su quello che anticamente era il Borgo degli Ortolani.
Il palazzo presenta sul fronte strada un corpo su quattro piani e prosegue poi verso ovest con due corpi in linea (di tre e due piani rispettivamente) che delimitano una piccola corte interna. Nei primi anni del Novecento, il palazzo si sviluppò anche nei pressi del giardino del complesso (ex orto).